# Кавтарадзе Сергій Іванович
Сергій Іванович Кавтарадзе (груз. სერგო ქავთარაძე; 15 серпня 1885, с. Зовреті, Кутаїська губернія, Російська імперія — 17 жовтня 1971, Тбілісі, Грузинська РСР, СРСР) — активний учасник революційного руху у Грузії та Росії, державний діяч.

## Життєпис
Народився 15 серпня 1885 року в селі Зовреті Кутаїської губернії у шляхетській родині.
1903 року вступив до лав РСДРП
Був членом Імеретінсько-Мінгрельського комітету РСДРП з 1904 до 1906 року. З 1912 до 1914 працював у газеті «Правда», а 1915 року закінчив Петербурзький університет. Після лютневої революції був редактором газети «Кавказький робітник». Брав участь у роботі 6-го з'їзду РСДРП(б). У червні 1918 очолював виконавчий комітет Владикавказької ради. З листопада 1917 до 1919 року був членом Кавказького крайового комітету РСДРП(б) — РКП(б).
З травня 1920 до лютого 1921 року займав посаду радника Повноважного представництва РРФСР у Грузії, до травня 1921 очолював Батумський та Аджарський ревкоми. Після встановлення радянської влади у Грузії був заступником голови Ревкому Грузії та народним комісаром юстиції, а з 28 лютого 1922 до січня 1923 року працював головою Ради народних комісарів Грузії.
1922 року разом із Філіпом Махарадзе, Буду Мдівані та низкою інших грузинських більшовиків виступив проти Сталіна у питанні про автономізацію Грузії, за що був звинувачений у націонал-уклонизмі. З 1923 до 1924 року працював радником радянського посольства в Анкарі, а з 1924 до 1927 — першим заступником прокурора Верховного суду СРСР.
З 1923 року Кавтарадзе належав до Лівої опозиції, а у грудні 1927, на XV з'їзді ВКП(б), серед 75 «активних діячів троцькістської опозиції» був виключений з партії та засланий до Оренбурзької губернії. 24 грудня 1928 року був заарештований у засланні та 5 січня 1929 року засланий на 3 роки до Середньої Азії, проте 25 січня того ж року постанову про заслання було скасовано, Кавтарадзе був засуджений до 3 років позбавлення волі та ув'язнений у Тобольському політізоляторі. Після подання заяви про відхід від опозиції 1931 року був звільнений.
З 1931 до 1936 року працював у редакції художньої літератури у Москві. 7 жовтня 1936 року знову був заарештований, але, на відміну від інших опозиціонерів, не був засуджений, за іншими даними був засуджений до розстрілу за звинуваченням у спробі вбивства Сталіна та пробув у камері смертників один рік. 13 грудня 1939 був звільнений. 1940 року його відновили в партії.
З 1941 року Кавтарадзе перебував на службі в міністерстві (до 1946 року — наркомат) закордонних справ СРСР. У 1941—1943 роках — завідувач Середньосхідного відділу НКЗС СРСР. З 1943 до 1945 року був заступником наркома закордонних справ СРСР, брав участь у Ялтинській та Потсдамській конференціях.
З 15 серпня 1945 до 7 липня 1952 року обіймав пост посла СРСР у Румунії. З липня 1952 до 1954 року був радником МЗС СРСР.
1954 року вийшов у відставку. 1961 брав участь як делегат у 22-му з'їзді КПРС.
Помер 17 жовтня 1971 року у Тбілісі.

## Нагороди
- Три ордени Леніна;
- два ордени Трудового Червоного Прапора;
- медалі[2].